# Joe Foster
Joe Foster (ur. 3 listopada 1965 roku) – amerykański kierowca wyścigowy.

## Kariera
Foster rozpoczął karierę w międzynarodowych wyścigach samochodowych w 1997 roku od startów w klasie USF2000 National Championship, gdzie raz stanął na podium. Z dorobkiem czterech punktów uplasował się na 41 pozycji w końcowej klasyfikacji kierowców. W późniejszych latach Amerykanin pojawiał się także w stawce American Le Mans Series, Grand American Rolex Series, SCCA World Challenge, Continental Tire Sports Car Challenge, FIA World Endurance Championship, 24-godzinnego wyścigu Le Mans, Blancpain Endurance Series oraz United Sports Car Championship.